# Positivo-negativo
Positivo-negativo é uma técnica de  composição para trabalhos artísticos que utiliza uma mistura de cores claras e escuras. As principais cores utilizadas no processo são o preto e o branco, mas muitos artistas utilizam o jogo de outras várias cores para obterem ótimos resultados em suas obras. 
O positivo se refere às cores escuras e o negativo às cores mais claras ou à ausência de cor, cuja prevalência de tonalidade é a do papel do fundo.
Utilizada principalmente em cartazes e jornais, devido aos baixos custos, a arte do positivo e negativo é ensinada em muitas escolas de arte.
Historicamente, famosos cartazes e anúncios publicitários foram publicados utilizando esta técnica. Como materiais mais utilizados para esta técnica, estão o nanquim, a aquarela e as colagens.